# Garat
Garat is een gemeente in het Franse departement Charente (regio Nouvelle-Aquitaine). De plaats maakt deel uit van het arrondissement Angoulême. Garat telde op 1 januari 2022 2.111 inwoners.

## Geografie
De oppervlakte van Garat bedroeg op 1 januari 2022 19,44 vierkante kilometer; de bevolkingsdichtheid was toen 108,6 inwoners per km².
Het bosgebied Bois Blanc strekt zich over 91 ha uit over het noordoosten van de gemeente.
De onderstaande kaart toont de ligging van Garat met de belangrijkste infrastructuur en aangrenzende gemeenten.

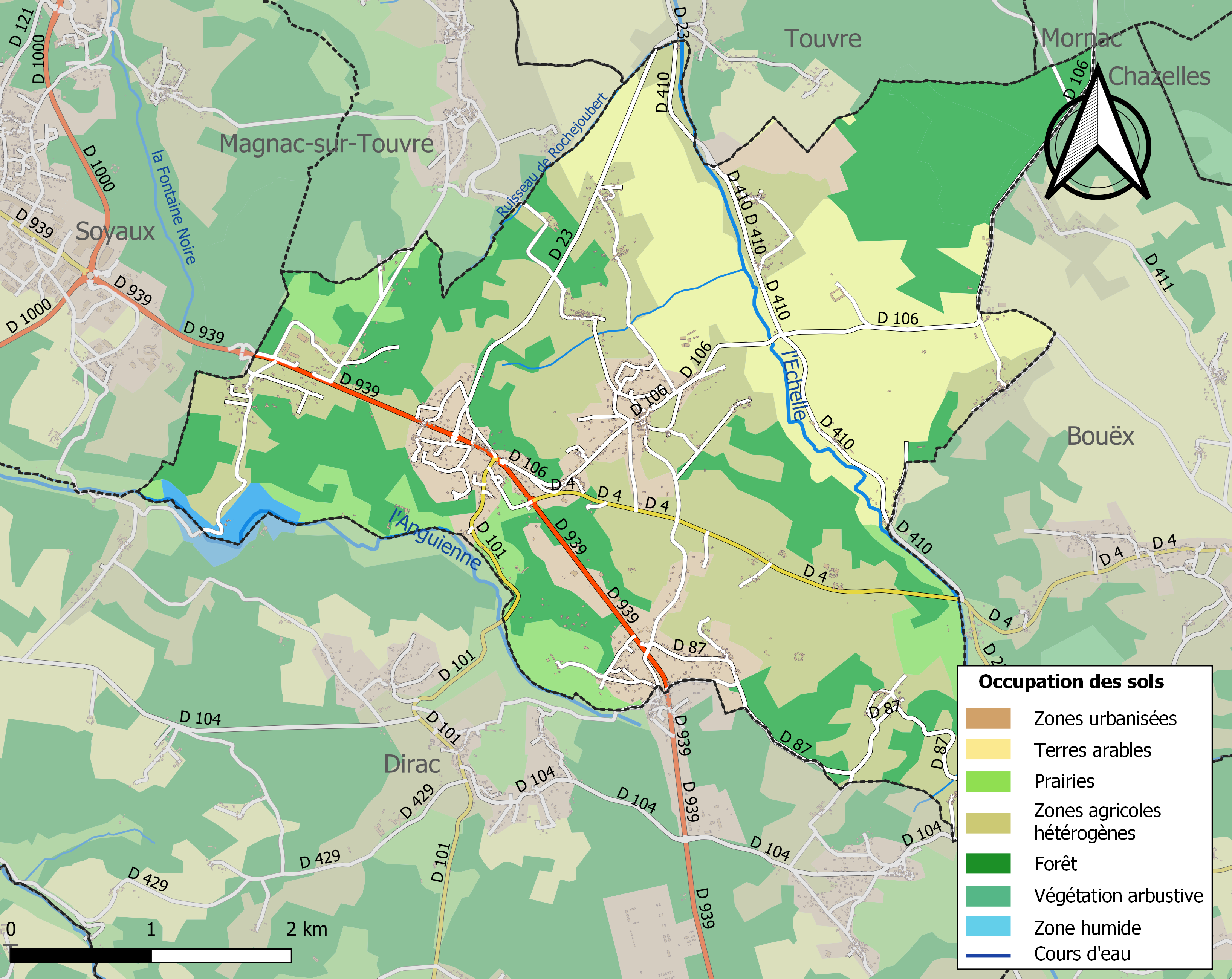

## Demografie
Onderstaande figuur toont het verloop van het inwonertal (bron: INSEE-tellingen).